# 1375
Portal Geschichte | Portal Biografien | Aktuelle Ereignisse | Jahreskalender | Tagesartikel

◄ |
13. Jahrhundert |
14. Jahrhundert
| 15. Jahrhundert | ►

◄ |
1340er |
1350er |
1360er |
1370er
| 1380er | 1390er | 1400er | ►

◄◄ |
◄ |
1371 |
1372 |
1373 |
1374 |
1375
| 1376 | 1377 | 1378 | 1379 | ► | ►►
Staatsoberhäupter  · Nekrolog
| Januar | Januar | Januar | Januar | Januar | Januar | Januar | Januar |
| Kw     | Mo     | Di     | Mi     | Do     | Fr     | Sa     | So     |
| ------ | ------ | ------ | ------ | ------ | ------ | ------ | ------ |
| 1      | 1      | 2      | 3      | 4      | 5      | 6      | 7      |
| 2      | 8      | 9      | 10     | 11     | 12     | 13     | 14     |
| 3      | 15     | 16     | 17     | 18     | 19     | 20     | 21     |
| 4      | 22     | 23     | 24     | 25     | 26     | 27     | 28     |
| 5      | 29     | 30     | 31     |        |        |        |        |

| Februar | Februar | Februar | Februar | Februar | Februar | Februar | Februar |
| Kw      | Mo      | Di      | Mi      | Do      | Fr      | Sa      | So      |
| ------- | ------- | ------- | ------- | ------- | ------- | ------- | ------- |
| 5       |         |         |         | 1       | 2       | 3       | 4       |
| 6       | 5       | 6       | 7       | 8       | 9       | 10      | 11      |
| 7       | 12      | 13      | 14      | 15      | 16      | 17      | 18      |
| 8       | 19      | 20      | 21      | 22      | 23      | 24      | 25      |
| 9       | 26      | 27      | 28      |         |         |         |         |

| März | März | März | März | März | März | März | März |
| Kw   | Mo   | Di   | Mi   | Do   | Fr   | Sa   | So   |
| ---- | ---- | ---- | ---- | ---- | ---- | ---- | ---- |
| 9    |      |      |      | 1    | 2    | 3    | 4    |
| 10   | 5    | 6    | 7    | 8    | 9    | 10   | 11   |
| 11   | 12   | 13   | 14   | 15   | 16   | 17   | 18   |
| 12   | 19   | 20   | 21   | 22   | 23   | 24   | 25   |
| 13   | 26   | 27   | 28   | 29   | 30   | 31   |      |

| April | April | April | April | April | April | April | April |
| Kw    | Mo    | Di    | Mi    | Do    | Fr    | Sa    | So    |
| ----- | ----- | ----- | ----- | ----- | ----- | ----- | ----- |
| 13    |       |       |       |       |       |       | 1     |
| 14    | 2     | 3     | 4     | 5     | 6     | 7     | 8     |
| 15    | 9     | 10    | 11    | 12    | 13    | 14    | 15    |
| 16    | 16    | 17    | 18    | 19    | 20    | 21    | 22    |
| 17    | 23    | 24    | 25    | 26    | 27    | 28    | 29    |
| 18    | 30    |       |       |       |       |       |       |

| Mai | Mai | Mai | Mai | Mai | Mai | Mai | Mai |
| Kw  | Mo  | Di  | Mi  | Do  | Fr  | Sa  | So  |
| --- | --- | --- | --- | --- | --- | --- | --- |
| 18  |     | 1   | 2   | 3   | 4   | 5   | 6   |
| 19  | 7   | 8   | 9   | 10  | 11  | 12  | 13  |
| 20  | 14  | 15  | 16  | 17  | 18  | 19  | 20  |
| 21  | 21  | 22  | 23  | 24  | 25  | 26  | 27  |
| 22  | 28  | 29  | 30  | 31  |     |     |     |

| Juni | Juni | Juni | Juni | Juni | Juni | Juni | Juni |
| Kw   | Mo   | Di   | Mi   | Do   | Fr   | Sa   | So   |
| ---- | ---- | ---- | ---- | ---- | ---- | ---- | ---- |
| 22   |      |      |      |      | 1    | 2    | 3    |
| 23   | 4    | 5    | 6    | 7    | 8    | 9    | 10   |
| 24   | 11   | 12   | 13   | 14   | 15   | 16   | 17   |
| 25   | 18   | 19   | 20   | 21   | 22   | 23   | 24   |
| 26   | 25   | 26   | 27   | 28   | 29   | 30   |      |

| Juli | Juli | Juli | Juli | Juli | Juli | Juli | Juli |
| Kw   | Mo   | Di   | Mi   | Do   | Fr   | Sa   | So   |
| ---- | ---- | ---- | ---- | ---- | ---- | ---- | ---- |
| 26   |      |      |      |      |      |      | 1    |
| 27   | 2    | 3    | 4    | 5    | 6    | 7    | 8    |
| 28   | 9    | 10   | 11   | 12   | 13   | 14   | 15   |
| 29   | 16   | 17   | 18   | 19   | 20   | 21   | 22   |
| 30   | 23   | 24   | 25   | 26   | 27   | 28   | 29   |
| 31   | 30   | 31   |      |      |      |      |      |

| August | August | August | August | August | August | August | August |
| Kw     | Mo     | Di     | Mi     | Do     | Fr     | Sa     | So     |
| ------ | ------ | ------ | ------ | ------ | ------ | ------ | ------ |
| 31     |        |        | 1      | 2      | 3      | 4      | 5      |
| 32     | 6      | 7      | 8      | 9      | 10     | 11     | 12     |
| 33     | 13     | 14     | 15     | 16     | 17     | 18     | 19     |
| 34     | 20     | 21     | 22     | 23     | 24     | 25     | 26     |
| 35     | 27     | 28     | 29     | 30     | 31     |        |        |

| September | September | September | September | September | September | September | September |
| Kw        | Mo        | Di        | Mi        | Do        | Fr        | Sa        | So        |
| --------- | --------- | --------- | --------- | --------- | --------- | --------- | --------- |
| 35        |           |           |           |           |           | 1         | 2         |
| 36        | 3         | 4         | 5         | 6         | 7         | 8         | 9         |
| 37        | 10        | 11        | 12        | 13        | 14        | 15        | 16        |
| 38        | 17        | 18        | 19        | 20        | 21        | 22        | 23        |
| 39        | 24        | 25        | 26        | 27        | 28        | 29        | 30        |

| Oktober | Oktober | Oktober | Oktober | Oktober | Oktober | Oktober | Oktober |
| Kw      | Mo      | Di      | Mi      | Do      | Fr      | Sa      | So      |
| ------- | ------- | ------- | ------- | ------- | ------- | ------- | ------- |
| 40      | 1       | 2       | 3       | 4       | 5       | 6       | 7       |
| 41      | 8       | 9       | 10      | 11      | 12      | 13      | 14      |
| 42      | 15      | 16      | 17      | 18      | 19      | 20      | 21      |
| 43      | 22      | 23      | 24      | 25      | 26      | 27      | 28      |
| 44      | 29      | 30      | 31      |         |         |         |         |

| November | November | November | November | November | November | November | November |
| Kw       | Mo       | Di       | Mi       | Do       | Fr       | Sa       | So       |
| -------- | -------- | -------- | -------- | -------- | -------- | -------- | -------- |
| 44       |          |          |          | 1        | 2        | 3        | 4        |
| 45       | 5        | 6        | 7        | 8        | 9        | 10       | 11       |
| 46       | 12       | 13       | 14       | 15       | 16       | 17       | 18       |
| 47       | 19       | 20       | 21       | 22       | 23       | 24       | 25       |
| 48       | 26       | 27       | 28       | 29       | 30       |          |          |

| Dezember | Dezember | Dezember | Dezember | Dezember | Dezember | Dezember | Dezember |
| Kw       | Mo       | Di       | Mi       | Do       | Fr       | Sa       | So       |
| -------- | -------- | -------- | -------- | -------- | -------- | -------- | -------- |
| 48       |          |          |          |          |          | 1        | 2        |
| 49       | 3        | 4        | 5        | 6        | 7        | 8        | 9        |
| 50       | 10       | 11       | 12       | 13       | 14       | 15       | 16       |
| 51       | 17       | 18       | 19       | 20       | 21       | 22       | 23       |
| 52       | 24       | 25       | 26       | 27       | 28       | 29       | 30       |
| 1        | 31       |          |          |          |          |          |          |

| Januar | Januar | Januar | Januar | Januar | Januar | Januar | Januar |
| Kw     | Mo     | Di     | Mi     | Do     | Fr     | Sa     | So     |
| ------ | ------ | ------ | ------ | ------ | ------ | ------ | ------ |
| 1      | 1      | 2      | 3      | 4      | 5      | 6      | 7      |
| 2      | 8      | 9      | 10     | 11     | 12     | 13     | 14     |
| 3      | 15     | 16     | 17     | 18     | 19     | 20     | 21     |
| 4      | 22     | 23     | 24     | 25     | 26     | 27     | 28     |
| 5      | 29     | 30     | 31     |        |        |        |        |

| Februar | Februar | Februar | Februar | Februar | Februar | Februar | Februar |
| Kw      | Mo      | Di      | Mi      | Do      | Fr      | Sa      | So      |
| ------- | ------- | ------- | ------- | ------- | ------- | ------- | ------- |
| 5       |         |         |         | 1       | 2       | 3       | 4       |
| 6       | 5       | 6       | 7       | 8       | 9       | 10      | 11      |
| 7       | 12      | 13      | 14      | 15      | 16      | 17      | 18      |
| 8       | 19      | 20      | 21      | 22      | 23      | 24      | 25      |
| 9       | 26      | 27      | 28      |         |         |         |         |

| März | März | März | März | März | März | März | März |
| Kw   | Mo   | Di   | Mi   | Do   | Fr   | Sa   | So   |
| ---- | ---- | ---- | ---- | ---- | ---- | ---- | ---- |
| 9    |      |      |      | 1    | 2    | 3    | 4    |
| 10   | 5    | 6    | 7    | 8    | 9    | 10   | 11   |
| 11   | 12   | 13   | 14   | 15   | 16   | 17   | 18   |
| 12   | 19   | 20   | 21   | 22   | 23   | 24   | 25   |
| 13   | 26   | 27   | 28   | 29   | 30   | 31   |      |

| April | April | April | April | April | April | April | April |
| Kw    | Mo    | Di    | Mi    | Do    | Fr    | Sa    | So    |
| ----- | ----- | ----- | ----- | ----- | ----- | ----- | ----- |
| 13    |       |       |       |       |       |       | 1     |
| 14    | 2     | 3     | 4     | 5     | 6     | 7     | 8     |
| 15    | 9     | 10    | 11    | 12    | 13    | 14    | 15    |
| 16    | 16    | 17    | 18    | 19    | 20    | 21    | 22    |
| 17    | 23    | 24    | 25    | 26    | 27    | 28    | 29    |
| 18    | 30    |       |       |       |       |       |       |

| Mai | Mai | Mai | Mai | Mai | Mai | Mai | Mai |
| Kw  | Mo  | Di  | Mi  | Do  | Fr  | Sa  | So  |
| --- | --- | --- | --- | --- | --- | --- | --- |
| 18  |     | 1   | 2   | 3   | 4   | 5   | 6   |
| 19  | 7   | 8   | 9   | 10  | 11  | 12  | 13  |
| 20  | 14  | 15  | 16  | 17  | 18  | 19  | 20  |
| 21  | 21  | 22  | 23  | 24  | 25  | 26  | 27  |
| 22  | 28  | 29  | 30  | 31  |     |     |     |

| Juni | Juni | Juni | Juni | Juni | Juni | Juni | Juni |
| Kw   | Mo   | Di   | Mi   | Do   | Fr   | Sa   | So   |
| ---- | ---- | ---- | ---- | ---- | ---- | ---- | ---- |
| 22   |      |      |      |      | 1    | 2    | 3    |
| 23   | 4    | 5    | 6    | 7    | 8    | 9    | 10   |
| 24   | 11   | 12   | 13   | 14   | 15   | 16   | 17   |
| 25   | 18   | 19   | 20   | 21   | 22   | 23   | 24   |
| 26   | 25   | 26   | 27   | 28   | 29   | 30   |      |

| Juli | Juli | Juli | Juli | Juli | Juli | Juli | Juli |
| Kw   | Mo   | Di   | Mi   | Do   | Fr   | Sa   | So   |
| ---- | ---- | ---- | ---- | ---- | ---- | ---- | ---- |
| 26   |      |      |      |      |      |      | 1    |
| 27   | 2    | 3    | 4    | 5    | 6    | 7    | 8    |
| 28   | 9    | 10   | 11   | 12   | 13   | 14   | 15   |
| 29   | 16   | 17   | 18   | 19   | 20   | 21   | 22   |
| 30   | 23   | 24   | 25   | 26   | 27   | 28   | 29   |
| 31   | 30   | 31   |      |      |      |      |      |

| August | August | August | August | August | August | August | August |
| Kw     | Mo     | Di     | Mi     | Do     | Fr     | Sa     | So     |
| ------ | ------ | ------ | ------ | ------ | ------ | ------ | ------ |
| 31     |        |        | 1      | 2      | 3      | 4      | 5      |
| 32     | 6      | 7      | 8      | 9      | 10     | 11     | 12     |
| 33     | 13     | 14     | 15     | 16     | 17     | 18     | 19     |
| 34     | 20     | 21     | 22     | 23     | 24     | 25     | 26     |
| 35     | 27     | 28     | 29     | 30     | 31     |        |        |

| September | September | September | September | September | September | September | September |
| Kw        | Mo        | Di        | Mi        | Do        | Fr        | Sa        | So        |
| --------- | --------- | --------- | --------- | --------- | --------- | --------- | --------- |
| 35        |           |           |           |           |           | 1         | 2         |
| 36        | 3         | 4         | 5         | 6         | 7         | 8         | 9         |
| 37        | 10        | 11        | 12        | 13        | 14        | 15        | 16        |
| 38        | 17        | 18        | 19        | 20        | 21        | 22        | 23        |
| 39        | 24        | 25        | 26        | 27        | 28        | 29        | 30        |

| Oktober | Oktober | Oktober | Oktober | Oktober | Oktober | Oktober | Oktober |
| Kw      | Mo      | Di      | Mi      | Do      | Fr      | Sa      | So      |
| ------- | ------- | ------- | ------- | ------- | ------- | ------- | ------- |
| 40      | 1       | 2       | 3       | 4       | 5       | 6       | 7       |
| 41      | 8       | 9       | 10      | 11      | 12      | 13      | 14      |
| 42      | 15      | 16      | 17      | 18      | 19      | 20      | 21      |
| 43      | 22      | 23      | 24      | 25      | 26      | 27      | 28      |
| 44      | 29      | 30      | 31      |         |         |         |         |

| November | November | November | November | November | November | November | November |
| Kw       | Mo       | Di       | Mi       | Do       | Fr       | Sa       | So       |
| -------- | -------- | -------- | -------- | -------- | -------- | -------- | -------- |
| 44       |          |          |          | 1        | 2        | 3        | 4        |
| 45       | 5        | 6        | 7        | 8        | 9        | 10       | 11       |
| 46       | 12       | 13       | 14       | 15       | 16       | 17       | 18       |
| 47       | 19       | 20       | 21       | 22       | 23       | 24       | 25       |
| 48       | 26       | 27       | 28       | 29       | 30       |          |          |

| Dezember | Dezember | Dezember | Dezember | Dezember | Dezember | Dezember | Dezember |
| Kw       | Mo       | Di       | Mi       | Do       | Fr       | Sa       | So       |
| -------- | -------- | -------- | -------- | -------- | -------- | -------- | -------- |
| 48       |          |          |          |          |          | 1        | 2        |
| 49       | 3        | 4        | 5        | 6        | 7        | 8        | 9        |
| 50       | 10       | 11       | 12       | 13       | 14       | 15       | 16       |
| 51       | 17       | 18       | 19       | 20       | 21       | 22       | 23       |
| 52       | 24       | 25       | 26       | 27       | 28       | 29       | 30       |
| 1        | 31       |          |          |          |          |          |          |

## Ereignisse

### Politik und Weltgeschehen

#### Westeuropa
- 26. Mai: In Portugal wird zur Bekämpfung der Nahrungsmittelknappheit neues Land im Wege der Sesmaria vergeben. Dieses agrarrechtliche Lehen wird bei der späteren Besiedlung Brasiliens erneut angewandt werden.

#### Mittelitalien
- Juli: Der Krieg der Acht Heiligen zwischen Papst Gregor XI. und einer Koalition italienischer Stadtstaaten unter Führung von Florenz beginnt. Dieser wird zum Ende des Avignonesischen Papsttums beitragen.

#### Heiliges Römisches Reich
- 4. April: Der Kölner Schöffenkrieg beginnt.

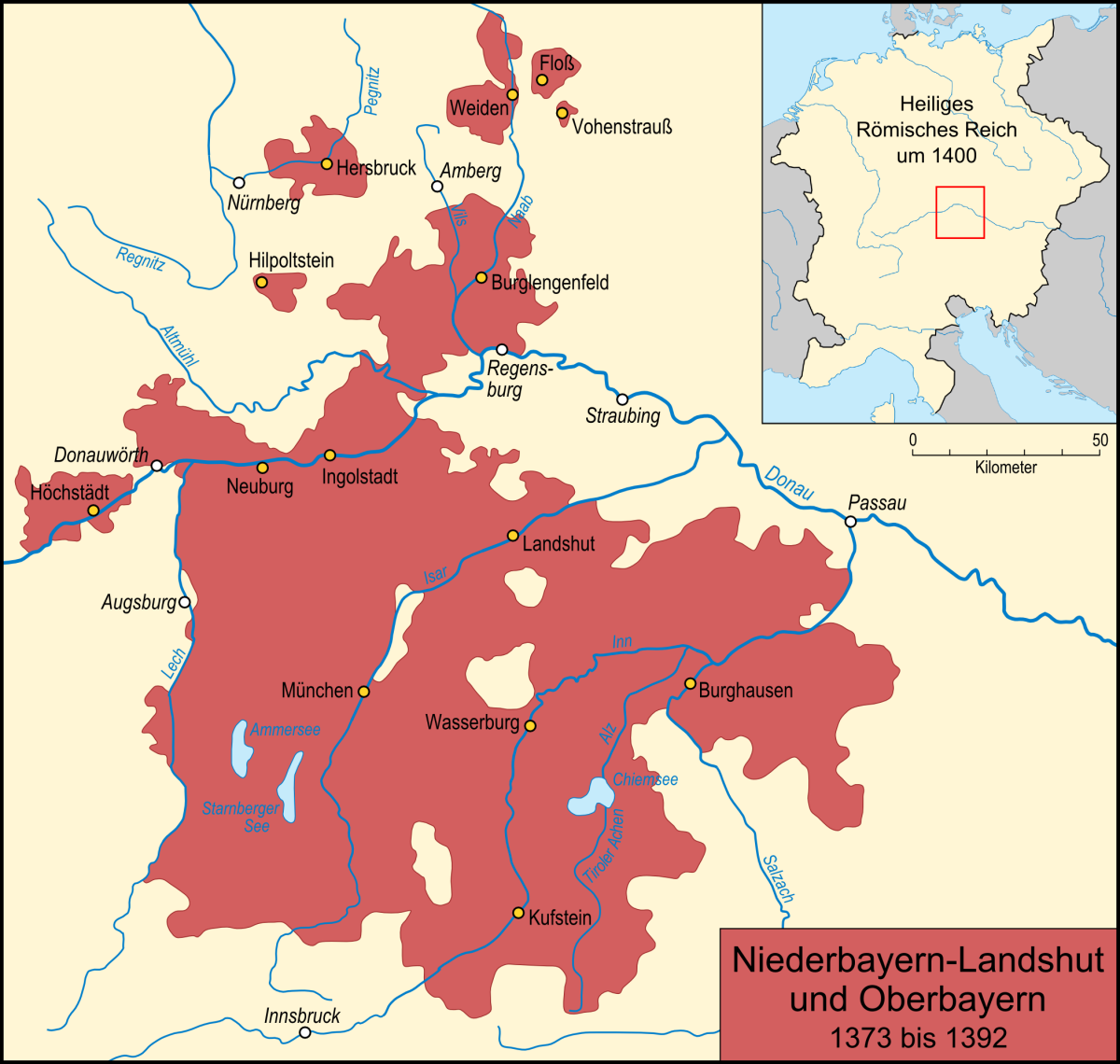
Stephans Herrschaftsgebiet bei seinem Tod

- Mai: Herzog Stephan II. stirbt. Friedrich der Weise wird gemeinsam mit seinen Brüdern Johann II. und Stephan III. Herzog von Bayern. Die drei regieren bis zur Landesteilung von 1392 gemeinsam.
- August: Herzog Heinrich von Schleswig stirbt ohne Nachkommen. Heinrich der Eiserne von Holstein und sein Bruder Nikolaus aus dem Hause Schauenburg beherrschen in den nächsten Jahren gemeinsam Teile des Herzogtums, ohne jemals damit belehnt zu werden.
- 17./18. Oktober: Der im Sterben liegende Cansignorio della Scala, Herr von Verona, lässt seinen Bruder Paolo Alboino della Scala, der sich seit zehn Jahren in Kerkerhaft befindet, hinrichten, um keinen Zweifel an der Nachfolge seiner beiden unehelichen Söhne aufkommen zu lassen. Der 14-jährige Bartolomeo II. della Scala und der zwölfjährige Antonio della Scala übernehmen nach dem Tod ihres Vaters am 18. Oktober auch tatsächlich die Macht in der Stadtrepublik. Wenige Tage später werden sie zum Ritter geschlagen, um den Makel ihrer fragwürdigen Geburt zu beheben. Als Vormund steht ihnen der Patrizier Guglielmo Bevilacqua zur Seite.
- Dezember: Die Gugler, eine Söldnertruppe aus dem Hundertjährigen Krieg unter Enguerrand VII. de Coucy, ziehen plündernd durch das Schweizer Mittelland. Coucy stammt mütterlicherseits von den Habsburgern ab und will den Erbanspruch seiner Mutter Katharina von Habsburg gewaltsam durchsetzen. Ziel des Eroberungsfeldzuges sind der Aargau sowie die Städte Aarau, Bremgarten, Lenzburg, Sempach, Sursee und Willisau. Diese stehen gemäß einem Erbvertrag seiner Mutter zu, werden aber von ihren Verwandten, den Herzögen Albrecht III. und Leopold III., zurückbehalten. Die Bewohner der betroffenen Gegend, unter ihnen Petermann I. von Grünenberg, organisieren den Widerstand und fügen den einzelnen Heeresteilen bei nächtlichen Gefechten beträchtliche Verluste zu, am 24./25. Dezember bei Buttisholz, am 26. Dezember bei Ins und am 27. Dezember entscheidend bei Fraubrunnen. Die Winterkälte, aber auch die Unerschrockenheit der Einheimischen bewegen die Gugler Ende des Jahres zum Rückzug.

#### Polen
- Rebellion Ladislaus’ des Weißen: Ein Heer des Herzogtums Gniewkowo unter Ladislaus dem Weißen unterliegt einem polnisch-pommerschen Aufgebot unter Kasimir IV. von Pommern und Sędziwój Pałuka in der Schlacht von Gniewkowo. Ladislaus zieht sich auf die Burg Złotoria zurück.

#### Skandinavien
- 24. Oktober: Nach dem Tod Waldemars IV. von Dänemark erhebt Herzog Albrecht IV. von Mecklenburg, der Sohn von Waldemars älterer Tochter Ingeborg, Anspruch auf den dänischen Königsthron. Doch Waldemars jüngere Tochter Margarethe sichert sich für ihren vierjährigen Sohn Olav die Unterstützung von Waldemars Gefolgsmann Henning Podebusk.

#### Asien
- 14. April: Die Mamluken erobern Sis, die Hauptstadt des von den Lusignans regierten Königreich Kleinarmenien in Kilikien. König Leon VI. gerät in Gefangenschaft.

#### Urkundliche Ersterwähnungen
- Hennigsdorf, Jossa (Hosenfeld) im Landkreis Fulda und Unterreichenbach werden erstmals urkundlich erwähnt.

### Wirtschaft
Das Landbuch Kaiser Karls IV. listet in der Art eines Urbars die landesherrlichen Einkünfte und Rechte auf. Entsprechende Angaben bietet es für 72 größere und 51 kleinere Städte, Flecken und Burgen der gesamten Mark Brandenburg sowie rund 730 Dörfer der Alt- und Mittelmark. Der aus Sicht der Mittelalterforschung wichtigste Teil – das Dorfregister – nennt z. B. die Anzahlen der Hufen und die Empfänger der Lasten.

### Wissenschaft und Technik

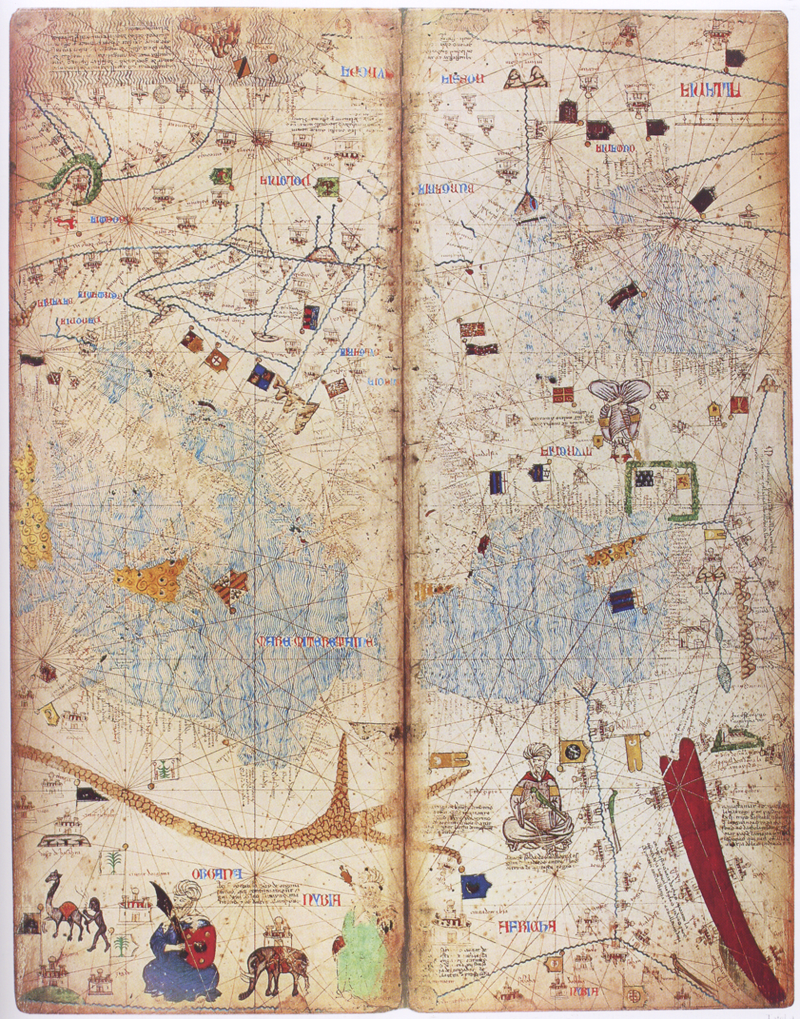
Eines der sechs Doppelbilder des Katalanischen Weltatlas

- In der Kartenwerkstatt von Abraham und Jehuda Cresques auf Mallorca entsteht im Auftrag von Peter IV. von Aragón der Katalanische Weltatlas.

### Kultur
- um 1375: Ärmelloser Mantel („Heuke“) als männliches Kleidungsstück in Mitteleuropa, wird in der Folgezeit auch von den Frauen getragen

### Religion
- Avignonesisches Papsttum: Seit 1309 waren an der Kurie in Avignon 90 von insgesamt 110 eingesetzten Kardinälen Franzosen.

## Geboren

### Genaues Geburtsdatum bekannt
- 20. Februar: Ruprecht Pipan, Kurprinz von der Pfalz († 1397)

### Genaues Geburtsdatum unbekannt
- Niccolò Albergati, italienischer Kardinal und Diplomat († 1443)
- Antoine de Vergy, Graf von Dammartin, Herr von Champlitte und Rigney, Chevalier, Berater und Kammerherr des Königs, sowie Marschall von Frankreich († 1439)
- Henry Beaufort, Bischof von Winchester und Lordkanzler von England († 1447)
- Lluís Borrassà, katalanischer Maler († 1425)
- Nikolaus von Burgsdorff, Elekt von Brandenburg
- Janus, König von Zypern († 1432)
- Richard of Conisburgh, englischer Adeliger († 1415)
- Albert Varrentrapp, römisch-katholischer Kanonist († 1438)
- Wilhelm III., Herzog von Bayern-München († 1435)

### Geboren um 1375
- Robert Campin, flämischer Maler († 1444)
- Mikuláš z Husi a Pístného, tschechischer Landadliger, Politiker der Hussiten und Heerführer († 1420)
- Alexander Stewart, schottischer Adeliger († 1435)

## Gestorben

### Erstes Halbjahr
- 31. Januar: Margaret Drummond, Königin von Schottland (* um 1340)
- 4. März: Aymon de Cossonay, Bischof von Lausanne
- 26. März: Peter von Oppeln, Bischof von Lebus und Kanzler der Mark Brandenburg
- 16. April: John Hastings, englischer Adeliger und Kommandant (* 1347)
- 20. April: Eleonore von Sizilien, Königin von Aragón (* 1325)
- 21. April: Elisabeth von Meißen, Burggräfin von Nürnberg (* 1329)
- 5. Mai: Johannes von Hildesheim, Karmelit und Prior des Klosters Marienau bei Hameln (* zwischen 1310 und 1320)
- 26. Mai: Konrad II. von Kirchberg-Wallhausen, Bischof von Meißen

### Zweites Halbjahr
- 5. Juli: Karl III., Graf von Alençon und Erzbischof von Lyon (* um 1337)
- 27. Juli: Benesch von Weitmühl, böhmischer Kanoniker des Prager Domkapitels und Hofchronist
- 17./18. August: Ralph Dacre, englischer Adeliger und Politiker (* 1322)
- 1. September: Philippe von Valois, Herzog von Orléans und der Touraine (* 1336)
- 2. September: Margaret de Percy, englische Adelige (* um 1318)
- 11. September: Friedrich II. von Bülow, Bischof von Schwerin
- 17./18. Oktober: Paolo Alboino della Scala, Herr von Verona (* um 1344)
- 18. Oktober: Cansignorio della Scala, Herr von Verona (* 1340)
- 18. Oktober: Peter Lacy, englischer Geistlicher und Lordsiegelbewahrer (* um 1310)
- 24. Oktober: Waldemar IV., König von Dänemark (* um 1321)
- 11. November: Edward le Despenser, englischer Adeliger und Militär (* 1336)
- 12. November: Johann Heinrich von Luxemburg, Graf von Tirol und Markgraf von Mähren (* 1322)
- 22. November: Adelheid Langmann, Nonne und Mystikerin (* 1306)

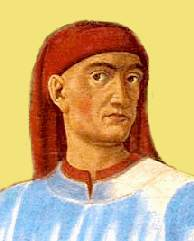
Giovanni Boccaccio

- 21. Dezember: Giovanni Boccaccio, italienischer Schriftsteller (* 1313)

### Genaues Todesdatum unbekannt
- Februar: Jakob IV., Titularkönig von Mallorca (* 1336)
- Mai: Stephan II., Herzog von Bayern (* 1319)
- August: Heinrich, Herzog von Schleswig (* um 1342)
- Ibn asch-Schatir, arabischer Astronom, Mathematiker und Erfinder (* 1304)
- Isabel le Despenser, englische Adelige (* um 1313)
- Philipp von Bickenbach, Deutschmeister des Deutschen Ordens
- Sönam Gyeltshen, Person des tibetischen Buddhismus (* 1312)